# Vitalj Ščerba
Vitalj Venjadziktavič Ščėrba (bje. Віталь Венядзіктавіч Шчэрба, u medijima često iskrivljeni ruski oblik Vitalij Šerbo, rus. Вита́лий Венеди́ктович Ще́рбо) (Minsk, 13. siječnja 1972.) - bjeloruski gimnastičar, višestruki osvajač olimpijskih medalja, najbolji olimpijac na OI 1992. u Barceloni. Smatra se najboljim gimnastičarem svih vremena, jer je jedini bio svjetski prvak u svih 8 gimnastičkih disciplina. Ima 12 zlatnih, 7 srebrnih i 4 brončane medalje sa Svjetskih prvenstava i 10 zlatnih, 5 srebrnih i 3 brončane medalje s Europskih prvenstava.
Trenirati je započeo u dobi od sedam godina. U sezoni 1990./1991. postao je član reprezentacije Sovjetskog Saveza, a već 1991. godine bio je drugoplasirani na više gimnastičkih natjecanja. Na Olimpijskim igrama u Barceloni 1992. godine, osvojio je šest zlatnih medalja, od čega pet pojedinačno te šesto u momčadskom natjecanju (pod zastavom Zajednice Nezavisnih Država). Bio je sportaš s najviše osvojenih medalja na tim Olimpijskim igrama, a samo su Michael Phelps (8 zlata na OI 2008.) i Mark Spitz (7 zlata na OI 1972.) osvojili više zlatnih medalja na jednim Olimpijskim igrama. Nijedan gimnastičar prije ili poslije njega nije osvojio više zlatnih olimpijskih medalja na jednim OI.
Nakon konačnog raspada SSSR-a nastupao je za Bjelorusiju. Bio je višestruki svjetski prvak u gimnastici. Osvojio je 4 brončane medalje na Olimpijskim igrama u Atlanti 1996. godine. Prije tih OI, njegova žena imala je tešku prometnu nesreću, što ga je omelo u pripremama, a i oporavljao se od prijašnje ozljede. Završio je karijeru 1997. godine. Živi i radi u SAD-u, gdje je s obitelji potražio sigurnost nakon pljačke kuće i pokušaja otmice kćeri.